# Jaba (chanteur)
Pour les articles homonymes, voir Jaba.
Jaba (1978) est un chanteur suisse. Il fait partie du groupe Moonraisers. Il a aussi collaboré à plusieurs reprises avec le dj Yves Larock. Le tube Rise Up est issu de cette collaboration.

## Collaborations
- 2008
  - Rise Up avec Yves Larock
  - Say Yeah avec Yves Larock
  - By Your Side avec Yves Larock
  - I Want More avec Yves Larock
  - Sunshine Behind avec Yves Larock
  - Respect avec Yves Larock

- 2009
  - Vers La Lumiere avec Stress